# Petrovci
Petrovci (ukrajinski: Петрівці, rusinski: Петровци) su naselje u Hrvatskoj, općini Bogdanovci, u Vukovarsko-srijemskoj županiji.

## Zemljopis
Nalaze se jugozapadno od Vukovara, južno od Bogdanovaca i zapadno od Negoslavaca i Svinjarevaca. Na 45°17'20" sjeverne zemljopisne širine i 18°56'40" istočne zemljopisne dužine.

## Stanovništvo
Prema popisu iz 2011. Petrovci imaju 864 stanovnika dok su 2001. godine imali 988 stanovnika. 

### Poznate osobe
- Josif Kostelnik, ukrajinski književnik iz Hrvatske, folklorist i kulturno-prosvjetni radnik

| broj stanovnika | 655   | 802   | 863   | 943   | 1054  | 1032  | 1129  | 1269  | 1310  | 1307  | 1448  | 1399  | 1357  | 1289  | 988   | 864   | 643   |
|                 | 1857. | 1869. | 1880. | 1890. | 1900. | 1910. | 1921. | 1931. | 1948. | 1953. | 1961. | 1971. | 1981. | 1991. | 2001. | 2011. | 2021. |

## Udruge
Udruga korisnika bežičnih mreža i interneta PEWiFi Petrovci ima cilj i svrhu za zalaganje i razvitak bežične informatičke mreže, povezivanje informatičko – orijentiranih osoba u sredini u kojoj djeluje.

## Kultura
- Kulturno umjetničko društvo "Joakim Hardi" Petrovci
- Klub mladih "Petrovci"
- Kud "Rusnak" Petrovci

### Kulturne manifestacije
- Petrovačko zvono, kulturna manifestacija Rusina i Ukrajinaca

## Šport
- NK Petrovci
- Stolnoteniski klub "Petrovci"
- ŠRU Dragovoljac Športsko ribolovna udruga

## Vanjske poveznice
- Petrovci - web portal  Arhivirana inačica izvorne stranice od 6. siječnja 2014. (Wayback Machine)
- Damjanović, Dragan, Stilsko rješenje arhitekta Janka Holjca za gradnju pravoslavne Saborne crkve u Plaškom i grkokatoličke župne crkve u Petrovcima, Prostor, Znanstveni časopis za arhitekturu i urbanizam br. 12 (2004), 1 (27), Zagreb, 2004., str. 67 – 75.